# Санту-Еміліан
Санту-Еміліан (порт. Santo Emilião; МФА: [ˈsɐ̃.tu i.mɨ.ɫi.ˈɐ̃w]) — парафія в Португалії, у муніципалітеті Повуа-де-Ланьозу. Розташована в північно-західній частині країни, на теренах історичної португальської провінції Дору-Міню. Входить до складу округу Брага. За адміністративним поділом, чинним до 1976 року, терени парафії були складовою провінції Міню. Належить до Бразької архідіоцезії Католицької церкви. Патрон — святий Еміліян. Площа — 2,1379 км². Населення — 926 ос. (2011). Середньо урбанізований регіон. Густота населення — 433,14 осіб/км²
. Код — 030922.

## Населення
| Кількість мешканців | Кількість мешканців | Кількість мешканців | Кількість мешканців | Кількість мешканців | Кількість мешканців | Кількість мешканців | Кількість мешканців | Кількість мешканців | Кількість мешканців | Кількість мешканців | Кількість мешканців | Кількість мешканців | Кількість мешканців | Кількість мешканців |
| ------------------- | ------------------- | ------------------- | ------------------- | ------------------- | ------------------- | ------------------- | ------------------- | ------------------- | ------------------- | ------------------- | ------------------- | ------------------- | ------------------- | ------------------- |
| 1864                | 1878                | 1890                | 1900                | 1911                | 1920                | 1930                | 1940                | 1950                | 1960                | 1970                | 1981                | 1991                | 2001                | 2011                |
| 426                 | 446                 | 448                 | 453                 | 482                 | 479                 | 475                 | 707                 | 633                 | 739                 | 762                 | 824                 | 801                 | 980                 | 890                 |